# Juryj Zacharanka
Juryj Mikałajewicz Zacharanka (biał. Юрый Мікалаевіч Захаранка, ros. Юрий Николаевич Захаренко, Jurij Nikołajewicz Zacharienko; ur. 4 stycznia 1952 w Wasilewiczach, porwany 7 maja 1999) – radziecki i białoruski milicjant, pułkownik milicji (w latach 1994–1996 generał-major), białoruski polityk, w latach 1994–1995 minister spraw wewnętrznych Białorusi; od 1996 związany z opozycją sprzeciwiającą się władzy prezydenta Alaksandra Łukaszenki; założyciel Związku Oficerów; członek Zjednoczonej Partii Obywatelskiej (ZPO); 7 maja 1999 roku porwany przez nieznanych sprawców i nigdy nie odnaleziony; zdaniem opozycji zamordowany z przyczyn politycznych z polecenia władz.

## Życiorys

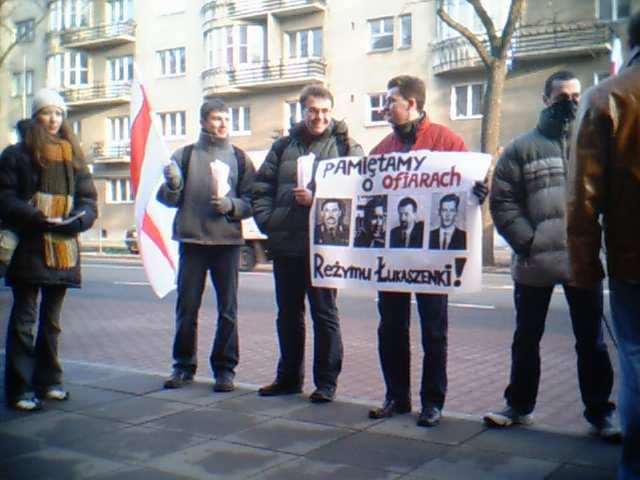
Demonstranci w Warszawie z portretami białoruskich zaginionych w Dniu Praw Człowieka, 10 grudnia 2003 roku. Portret Juryja Zacharanki pierwszy z lewej.

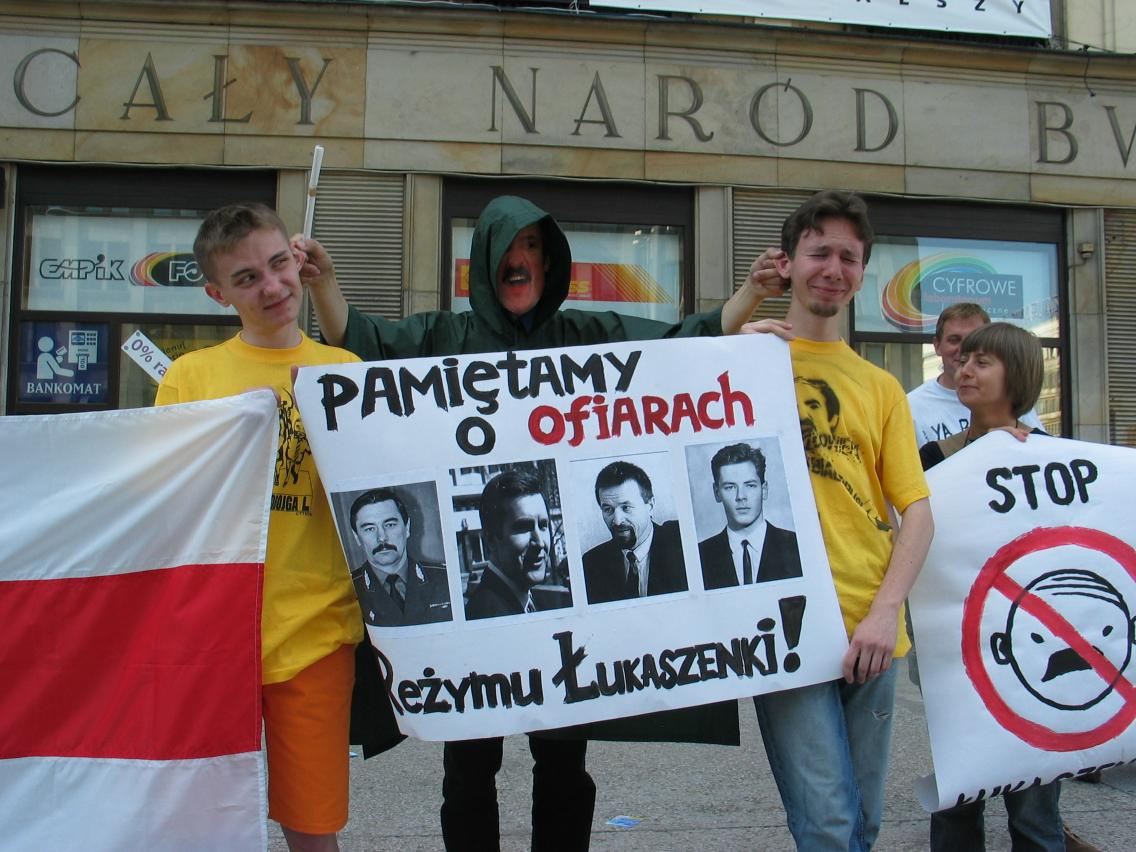
Happening w Warszawie przypominający o zaginionych, 7 lipca 2004 roku.

Urodził się 4 stycznia 1952 roku w mieście Wasilewicze, w rejonie rzeczyckim obwodu homelskiego Białoruskiej SRR, ZSRR. W 1977 roku ukończył Wołgogradzką Szkołę Wyższą MSW ZSRR, a w 1987 roku (według innego źródła – w 1989 roku) – Akademię MSW ZSRR. Odbył zasadniczą służbę wojskową w radzieckiej Flocie Bałtyckiej. W latach 1977–1989 pracował jako oficer śledczy w Swietłahorsku i Homlu, kierownik wydziału śledczego. W latach 1989–1991 pełnił funkcję zastępcy szefa Urzędu Spraw Wewnętrznych Homelskiego Obwodowego Komitetu Wykonawczego. W latach 1991–1992 pracował jako zastępca szefa Międzyregionalnego Wydziału do Walki z Przestępczością Zorganizowaną MSW ZSRR. W latach 1992–1994 pełnił funkcję kierownika Wydziału Śledczego, później Komitetu Śledczego MSW Białorusi. Brał udział w ostatnim zjeździe Komunistycznej Partii Związku Radzieckiego.
Wchodził w skład ekipy Alaksandra Łukaszenki w czasie wyborów prezydenckich w 1994 roku. Po zwycięstwie wyborczym Łukaszenki, 28 lipca 1994 roku został mianowany ministrem spraw wewnętrznych Republiki Białorusi. 5 sierpnia 1994 roku został awansowany przez prezydenta ze stopnia pułkownika milicji do stopnia generał-majora służby wewnętrznej. 12 sierpnia 1994 roku został mianowany przewodniczącym nowo utworzonego przez prezydenta Kolegium MSW.
16 października 1995 roku Juryj Zacharenko został dyscyplinarnie zdymisjonowany ze stanowiska ministra spraw wewnętrznych. Jako oficjalną przyczynę podano poważne naruszenie dyscypliny finansowej, wyrażające się w niecelowym wykorzystaniu środków budżetowych. Tego samego dnia na stanowisko p.o. ministra spraw wewnętrznych i p.o. przewodniczącego Kolegium MSW mianowano Wiktara Szejmana. 16 kwietnia 1996 roku prezydent Łukaszenka zdegradował go z powrotem ze stopnia generał-majora służby wewnętrznej do stopnia pułkownika milicji. Jako oficjalną przyczynę podano: poważne uchybienia finansowe, wyrażające się w niecelowym wykorzystaniu środków budżetowych w wysokości 8,9 miliarda rubli podczas remontu i przebudowy hotelu MSW z Żdanowiczach, a także niezadowalającą pracę na rzecz zwalczania przestępczości w kraju. Zdaniem autorów biografii Zacharenki, umieszczonej na portalu internetowym Kto jest’ kto w Riespublikie Biełaruś prowadzonym przez „BDG Gazietę”, prawdziwą przyczyną dymisji i degradacji ministra były różnice światopoglądowe między nim a prezydentem Łukaszenką i jego otoczeniem.
Po dymisji z rządu Juryj Zacharanka blisko związał się z opozycją sprzeciwiającą się władzy prezydenta Łukaszenki. Utworzył Związek Oficerów – niezależną od władz organizację białoruskich wojskowych. Aktywnie uczestniczył w praktycznie wszystkich publicznych akcjach opozycji. W 1996 roku został członkiem Rady Politycznej opozycyjnej Zjednoczonej Partii Obywatelskiej. W lutym 1998 roku wszedł w skład utworzonego przez opozycję Narodowego Komitetu Wykonawczego. Pełnił w nim funkcję przewodniczącego Komitetu Bezpieczeństwa.

## Porwanie
Juryj Zacharanka został porwany w drodze do domu przez nieznanych sprawców, 7 maja 1999 roku, w rejonie prospektu Żukowskiego w Mińsku. Zdarzenie to zostało zauważone przez świadków, którzy następnie złożyli zeznania śledczym. Prokuratura jednak nigdy nie wyjaśniła, gdzie znajduje się zaginiony, ani kto odpowiada za jego porwanie. Wkrótce po zdarzeniu opozycyjna Rada Koordynacyjna Sił Demokratycznych wydała oświadczenie, że porwanie było motywowane politycznie, a władze rozpoczęły realizację planu neutralizacji opozycji. Były oficer specnazu Uładzimir Baradacz zarzucił wykonywanie porwań Radzie Bezpieczeństwa Białorusi. Wkrótce potem nastąpiły kolejne przypadki porwań i zaginięć (Wiktara Hanczara, Anatola Krasouskiego, Dzmitryja Zawadskiego), a także aresztowania i pobicia działaczy społecznych, co zdaniem liderów opozycji potwierdza teorię o istnieniu wspomnianego przez nich planu. Zdaniem autorów biografii na stronie Kto jest’ kto w Riespublikie Biełaruś, w białoruskim społeczeństwie istnieje opinia, że Zacharenko został zamordowany z polecenia władz jako oponent polityczny. W biografii zwraca się uwagę, że utworzenie Związku Oficerów – organizacji wojskowych poza bezpośrednią kontrolą władz – stanowiło dla nich szczególne zagrożenie. Zdaniem Anatola Labiedźki, przewodniczącego ZPO, Zacharanka należał do czołówki białoruskich narodowych liderów i był jednym z kandydatów na wybory prezydenckie w 2001 roku.

## Życie prywatne
Juryj Zacharanka miał żonę i dwie córki. W 2000 roku jego rodzina opuściła Białoruś i otrzymała azyl polityczny w Niemczech. Matka Zacharanki mieszkała na Homelszczyźnie. W rocznicę zaginięcia syna odwiedzana była przez działaczy opozycji, którzy przekazywali jej wyrazy solidarności. Zmarła w 2018 roku.